# Muriel Spark
Dame Muriel Sarah Spark (nata Muriel Sarah Camberg; Edimburgo, 1º febbraio 1918 – Civitella in Val di Chiana, 13 aprile 2006) è stata una scrittrice britannica.

## Biografia
Nata Muriel Sarah Camberg, a Edimburgo, da padre ebreo, Bernard Camberg, e madre cristiana, Sarah Elizabeth Uezzell, frequentò la scuola superiore femminile James Gillespie (James Gillespie's High School for Girls). Nel 1934-1935 si diplomò al corso di "corrispondenza commerciale e scrittura riassuntiva" allo Heriot-Watt College. Insegnò brevemente inglese e successivamente lavorò come segretaria in un grande magazzino.
Nel 1937, sposò Sidney Oswald Spark, e lo seguì in Rhodesia (ora Zimbabwe), dove nacque l'unico figlio. Il matrimonio naufragò in breve. Muriel Spark tornò in Gran Bretagna nel 1944 e durante la seconda guerra mondiale lavorò per i servizi segreti.
La sua carriera letteraria ebbe inizio solo dopo la guerra, quando iniziò a scrivere, utilizzando il cognome da sposata, poesie e pezzi di critica letteraria. Nel 1947 divenne redattrice del Poetry Review. Nel 1954, decise di convertirsi al Cattolicesimo: successivamente parlò della conversione come di un elemento fondamentale nel suo divenire una scrittrice di romanzi. Penelope Fitzgerald, contemporanea di Muriel Spark e anche lei romanziera, osservò come la Spark «aveva fatto notare che non aveva scritto romanzi prima della conversione ... questa le aveva permesso di guardare all'esistenza umana nel suo insieme, cosa necessaria per una romanziera». In un'intervista con John Tusa sulla BBC Radio 4, Muriel Spark, parlando della sua conversione e dell'effetto che aveva avuto sul suo modo di scrivere, disse: «Ero appena un po' preoccupata, titubante. Sarà giusto, non sarà giusto? Posso scrivere un romanzo su questo — sarà stupido, non lo sarà? E in qualche modo con la religione — se una cosa non ha niente a che fare con l'altra, non lo so - ma non sembra così, che ho appena preso confidenza...». Graham Greene ed Evelyn Waugh la sostennero nella decisione.
Il suo primo romanzo, The Comforters, fu pubblicato nel 1957, ma fu Gli anni fulgenti di Miss Brodie (The Prime of Miss Jean Brodie) (1961) a darle fama, per l'originalità dell'argomento e del modo di scrivere della Spark, che utilizza spesso l'espediente di salto nel tempo, tra passato e futuro, della narrazione. La James Gillespie's High School, dalla scrittrice frequentata in gioventù, fece da modello per la Marcia Blaine School del romanzo. In The Comforters (descritto da Sir Frank Kermode come «un libro di straordinaria originalità») il protagonista sa di far parte di un romanzo, e in The Prime of Miss Jean Brodie le storie dei personaggi vanno dal passato al futuro contemporaneamente. Kermode descrisse il tema ricorrente dei romanzi della Spark come «la domanda è come il diavolo possa esistere in un mondo creato da un Dio buono».
Nel 1965 il suo romanzo La porta di Mandelbaum, ambientato in Israele, ricevette il James Tait Black Memorial Prize.
Dopo aver vissuto a New York per alcuni anni, Muriel Spark si trasferì a Roma, dove incontrò l'artista e scultrice Penelope Jardine nel 1968. Nei primi anni settanta le due amiche si sistemarono in Toscana e vissero nel paese di Oliveto, del quale nel 2005 Spark ottenne la cittadinanza onoraria. 
Il soggiorno in Italia e la familiarità con la sua cultura e i suoi luoghi ispirano il romanzo Diana maligna del 1976, ambientato a Nemi.
Muriel Spark vinse il premio US Ingersoll Foundation TS Eliot Award nel 1992 e il Premio David Cohen nel 1997.
Fu insignita del titolo di Dama di Commenda dell'Impero Britannico nel 1993, in riconoscimento dei servigi resi al paese con la sua produzione letteraria.

## Vita privata

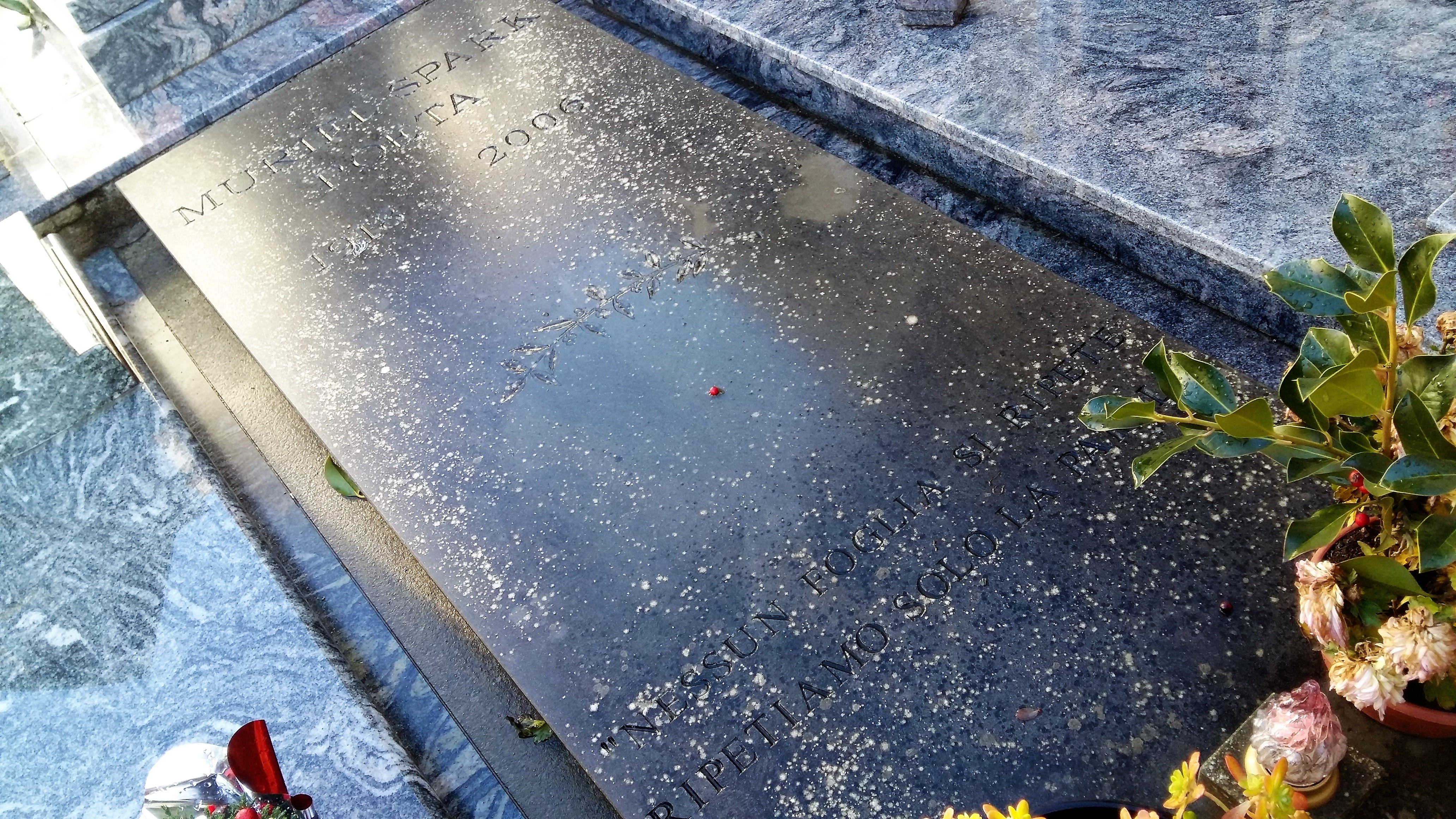
La tomba di Muriel Spark

La convivenza con Penelope Jardine riportò alla luce dicerie sulle presunte relazioni saffiche della Spark, risalenti al tempo in cui risiedeva a New York, benché sia la Spark che i suoi amici le abbiano sempre smentite.
A pochi giorni dalla morte, il 22 aprile 2006, il Daily Mail rese noto che l'unico figlio di Muriel Spark, Robin, non aveva partecipato al funerale della madre in Toscana. La Spark lo aveva lasciato in Rhodesia all'età di sei anni, quando era rientrata in Inghilterra e, sebbene avesse affermato che, all'epoca, era sua intenzione portarlo con sé in Inghilterra, il figlio in realtà era tornato in Gran Bretagna con il padre solo 18 mesi dopo ed era cresciuto con i nonni materni in Scozia. Da qui aveva avuto origine un rapporto conflittuale con la madre.
Muriel Spark inviava denaro ad intervalli regolari per mantenere il figlio, costretto a lavorare duramente senza successo nel corso degli anni. Sydney Spark, marito di Muriel e padre di Robin, sposato il 3 settembre 1937, si era rivelato, appena pochi mesi dopo il matrimonio, un maniaco depressivo incline a reazioni violente. Robin nacque nel luglio 1938, ma già nel 1940 Muriel si separò dal marito e nel 1944 tornò in Gran Bretagna. Madre e figlio litigarono duramente negli anni successivi quando Robin, di fede ebraica, volle che anche la nonna defunta fosse riconosciuta come ebrea. La cattolica osservante Spark reagì furiosamente e accusò il figlio di volersi fare pubblicità per emergere come artista. Una volta, mentre autografava uno dei suoi ultimi libri ad Edimburgo, rispose ad una domanda di un giornalista che chiedeva se avrebbe incontrato il figlio, dicendo «Penso ormai di conoscere il modo migliore per evitarlo».

## Opere

### Narrativa
- I consolatori (The Comforters, 1957)[11]
- Robinson (1958)
- Memento mori (Memento Mori, 1959)[11]
- La ballata di Peckham Rye (The Ballad of Peckham Rye, 1960)[11]
- Gli scapoli (The Bachelors, 1960),[11] trad. di Claudia Valeria Letizia, Milano, Adelphi, 2007, ISBN 978-88-459-2034-9.
- Gli anni fulgenti di Miss Brodie o Gli anni in fiore della signorina Brodie (The Prime of Miss Jean Brodie, 1961)[11]
- Le ragazze di pochi mezzi (The Girls of Slender Means, 1963)[11]
- La porta di Mandelbaum (The Mandelbaum Gate, 1965)[11]
- L'immagine pubblica (The Public Image, 1968)[11]
- Identikit, ora Biglietto di sola andata (The Driver's Seat, 1970)[11]
- Non disturbare (Not to Disturb, 1971)[11]
- La finestra sull'East River (The Hothouse by the East River, 1973)[11]
- La badessa di Crewe (The Abbess of Crewe, 1974)[11]
- Diana maligna (The Takeover, 1976)[11]
- Territorial Rights (1979)
- Atteggiamento sospetto (Loitering with Intent, 1981)[11]
- The Only Problem (1984)
- A mille miglia da Kensington (A Far Cry from Kensington, 1988)
- Simposio (Symposium, 1990)[11]
- Realtà e sogni (Reality and Dreams, 1996)[11]
- Il settimo conte di Lucan (Aiding and Abetting, 2000)[11]
- Invidia (The Finishing School, 2004)

### Raccolte di racconti
- The Go-Away Bird and Other Stories (1958) [contiene il racconto You Should Have Seen the Mess]
- Voices at Play (racconti e commedie, 1961)
- Collected Stories I (1967)
- Bang bang sei morta (Bang-bang You're Dead, 1982), trad. di Mario Fillioley, Milano, Adelphi, 2013, ISBN 978-88-459-2790-4.
- The Stories of Muriel Spark (1985)
- Open to the Public: New and Collected Stories (1996)
- Complete Short Stories (2001)
- Ghost Stories (2003, testi già raccolti in precedenza)
- The Snobs (2005, testi già raccolti in precedenza)

### Poesia
- The Fanfarlo and Other Verse (1952)
- Collected Poems I (1967)
- Going Up to Sotheby's and Other Poems (1982)
- All the Poems (2004)

### Biografie
- Child of Light (1951, uno studio di Mary Shelley)
- John Masefield (1953)
- Emily Brontë. La vita (Emily Brontë: Her life and Work, con Derek Stanford, 1953), Collana Le Vie della Storia n.42, Firenze, Le Lettere, 2007, ISBN 978-88-716-6459-0.
- Mary Shelley. Una biografia di Muriel Spark (Mary Shelley, ed. interamente riveduta di Child of Light, 1987), Collana Le Vie della Storia n.51, Firenze, Le Lettere, 2001, ISBN 978-88-716-6607-5.

### Curatele
- Tribute to Wordsworth, curatela con Derek Stanford, 1950
- Selected Poems of Emily Brontë (1952)
- My Best Mary, selezione delle lettere di Mary Wollstonecraft Shelley, curata con Derek Stanford, 1953
- The Brontë Letters (1954)
- Letters of John Henry Newman, curatela con Derek Stanford, 1957

### Altri lavori
- Doctors of Philosophy (commedia, 1963)
- Un bellissimo orologio (The Very Fine Clock, 1968)[11], illustrazioni di Edward Gorey, Collana i cavoli a merenda n.17, Milano, Adelphi, 2006, ISBN 978-88-459-2047-9. [libro per bambini]
- La vera Miss Brodie (The School on the Links, 1991), trad. di Monica Pareschi, Milano, Adelphi, 2006, ISBN 978-88-459-2106-3.
- Curriculum Vitae (1992, autobiografia)
- The French Window and the Small Telephone (1993, ed. limitata)
- The Informed Air: Essays (2014)

## Film tratti dalle sue opere
- La strana voglia di Jean (The Prime of Miss Jean Brodie), regia di Ronald Neame (1969)
- Identikit, regia di Giuseppe Patroni Griffi (1974)
- Cattive abitudini (Nasty Habits), regia di Michael Lindsay-Hogg (1977)